# Le pauvre matelot
Le pauvre matelot (dt.: Der arme Matrose) ist eine einaktige Oper in drei Bildern von Darius Milhaud. Der Komponist selbst nannte sein Werk „Ein Klagelied“. Das Libretto verfasste Jean Cocteau. Uraufführung war am 12. Dezember 1927 an der Opéra-Comique in Paris. Die deutsche Erstaufführung fand am 29. November 1929 in Berlin an der Krolloper statt.

## Handlung
Die Oper spielt in einer französischen Hafenstadt zur Zeit der Uraufführung, also in den 20er Jahren des vorigen Jahrhunderts.

### Erstes Bild
Die Frau des Matrosen betreibt eine Hafenkneipe. Die Einnahmen aus diesem Geschäft reichen gerade mal aus, um sich und ihren Vater mehr schlecht als recht über Wasser zu halten. Schon seit 15 Jahren sehnt die Frau die Heimkehr ihres Mannes herbei. Der Freund ihres Gatten hatte ihr schon mehrfach versichert, ihr Mann müsse verschollen sein, und selbst um sie geworben. Sie aber hat immer ihrem Gefühl vertraut, dass ihr Mann eines Tages wieder vor ihr stehen werde.
Tatsächlich taucht der angeblich Verschollene äußerlich stark gealtert bei seinem Freund auf. Als dieser ihn wie einen Fremden behandelt, gibt er sich ihm zu erkennen und bittet ihn, seine Heimkehr seiner Frau zunächst zu verschweigen. Er wolle sie morgen überraschen. Der Matrose übernachtet im Haus seines Freundes.

### Zweites Bild
Tags darauf sucht der Matrose seine Frau auf und behauptet, ein Freund ihres Mannes zu sein. Es werde nicht mehr lange dauern, da komme auch er zurück. Allerdings habe ihr Mann in der Fremde nicht sein Glück machen können. Er sei so arm wie am ersten Tag, als er zur See gefahren sei. Ihm hingegen, dem Freund, sei das Glück hold gewesen. Er habe ein kleines Vermögen ansammeln können. Als Wertvollstes besitze er eine Perlenkette, die er immer bei sich trage. Die Frau und ihr Vater bieten dem scheinbar Fremden ein Nachtlager an.

### Drittes Bild
In der Nacht erschlägt die Frau den Schlafenden mit einem Hammer, um in den Besitz der Perlenkette zu kommen. Auf diese Weise will sie erreichen, dass sie und ihr armer Mann, so er bald zu ihr zurückkehre, für die Zukunft ausgesorgt hätten.
Als der Vater seine Tochter nach dem Täter fragt, bekennt sie ihre Schuld und schildert ihm ihre Beweggründe. Gemeinsam werfen die beiden den Leichnam in die nahe Zisterne. Dem Nachbarn wollen sie sagen, der fremde Besucher sei schon sehr früh am Morgen aufgebrochen. Ob das Verbrechen aufgeklärt wird, lässt die Oper offen.

## Musik
Vom Stoff her gehört die Oper zwar zum Verismus, die Musik hingegen schlägt eine vollkommen andere Richtung ein. Sie ist bewusst primitiv gehalten und klingt in weiten Strecken wie eine Moritat oder ein Bänkellied, in gewisser Weise vergleichbar mit der Dreigroschenoper. Dadurch wird die triste Handlung deutlich aufgelockert und die düstere Tragik ironisch gebrochen. Dem Hörer erschließt sich die Musik relativ leicht.

## Ausgaben
- Der arme Matrose. Klagelied in 3 Akten / Text von Jean Cocteau. Musik von Darius Milhaud. Übers. von Marie Pappenheim. Heugel, Paris 1930, DNB 57512962X.
- Der arme Matrose. deutsch von Werner Riemerschmid. In: Hans Heinz Stuckenschmidt (Hrsg.): Spectaculum : Texte moderner Opern. Suhrkamp, Frankfurt am Main 1962, OCLC 26106647.